# Konzistorij (slobodno zidarstvo)
Konzistorij (engl. Consistory; fran. Consistoire), predstavlja pretposljednju dodatnu organizacijsku jedinicu Drevnog i prihvaćenog škotskog obreda, u sustavu slobodnog zidarstva, koja dodjeljue dva visoka stupnja, 31. i 32. Ovo tijelo nosi naziv po konzistoriju, službenom sastanku Kardinalskog zbora Katoličke Crkve.
Stupnjevi koji se izvode u konzistoriju poznati su kao "bijeli stupnjevi". Slobodni zidari moraju prethodno dosegnuti 30. stupanj viteza kadoša prije nego što se mogu prijaviti za članstvo u konzistoriju Škotskog reda. 
Konzistoriji Sjeverne jurisdikcije Škotskog obreda SAD-a kao i Kanade, uz navedena dva stupnja, dodjeljuju i sve stupnjeve koji se u većini nadležnosti dodjeljuju u koncilu kadoša ili areopagu, odnosno stupnjeve od 19° – 30°.
Središnja pouka 31. stupnja jest pravda. Da bi čovjek bio istinski slobodan, slobodni zidar mora najprije suditi samome sebi. Dobrovoljno se izlaže preispitivanju, jer samo onaj tko iskreno i pravedno ocijeni vlastite postupke, temeljem načela pravde i pravičnosti, može bez sumnje isto učiniti i prema svojoj braći. Slobodni zidar koji u sebi pronađe milosrđe, a pritom nije bio ni previše blag ni pretjerano strog prema sebi, može s pravom suditi drugima. Takvim postupkom ne krši svoja prethodna obećanja, već oslobađa samog sebe i postaje primjer onoga što znači biti pravedan i odgovoran slobodni zidar.
32. stupanj donosi mnoge pouke, ali njegova skrivena poruka jest da je čovjek biće slobodne volje, sposobno da preoblikuje samoga sebe. Ako u tome uspije, postiže istinsku unutarnju snagu, sposobnu da pomakne granice znanosti, nadvlada probleme ovoga svijeta, razotkrije tajne svemira, nadraste formalnosti rituala i vjerskih dogmi, i dosegne istinsko prosvjetljenje – gnosis, koja je temelj svih religija. Takav čovjek nadilazi uskogrudna poimanja morala temeljenog na osobnoj koristi, i počinje razumijevati vrlinu koja nadilazi vlastiti interes. Tada mu postaje prirodno pomagati drugima, jer u tom činu otkriva božansko svjetlo u sebi – svjetlo koje donosi istinsku slobodu mišljenja, slobodu savjesti i slobodu kulturnog izraza.

## Stupnjevi
U tablici su prikazani stupnjevi koji se rade u konzistoriju u većini nadležnosti, uključujući Južnu jurisdikciju SAD-a, dok preostali stupnjevi koji se rade konzistorijima Sjeverne jurisdikcije Škotskog obreda SAD-a i Kanade, 19° – 30°, prikazani su u zasebnom tijelu za ove stupnjeve.
| 31° | inspektor inkvizitor Inspector Inquisitor           | Knjiga mrtvih Drevnog Egipata                         | čuvar moga Brata My Brother's Keeper                               | Dok posjećuju Ložu "Sv. Andrija" u gostionici "Zeleni zmaj" (Boston, 1770.), braća Warren i Dawes priskaču u pomoć ozlijeđenom slobodnom zidaru. |
| 32° | majstor kraljevske tajne Master of the Royal Secret | Ezoterizam, Pitagorejstvo, Zoroastrizam, Magi, Kabala | uzvišeni princ kraljevske tajne Sublime Prince of the Royal Secret | Viteštvo; Srednji vijek |

### Insignije
Slobodni zidari u stupnju inspektora inkvizitora ne nose masonske pregače stupnja, već pregače izrađene od čiste bijele janjeće kože, s teutonskim križem izvezenim crnom i srebrnom niti na preklopu. Medaljon stupnja je srebrni teutonski križ, koji visi s bijelog ovratnika. Na njemu se nalazi zlatni trokut s brojem "31" u središtu, označavajući stupanj i njegovu simboliku.
Slobodni zidari u stupnju majstora kraljevske tajne nose pregače izrađene od bijelog platna, s unutarnjom crnom podstavom, a ukrašena je dvoglavim orlom i tlocrtom tabora Prinčeva (Camp of the Princes). Medaljon stupnja je zlatni teutonski križ, u čijem se središtu nalaze slova XXXII., okružena zelenim vijencem. Kapa majstora izrađena je od crne svile, s crnim pojasom obrubljenim zlatom. Na prednjem dijelu nalazi se znak dvoglavog orla, iznad kojega je zlatni jednakostranični trokut sa zrakama. Trokut je crvene boje, u njegovu se središtu nalazi oznaka 32°, a rub je obrubljen zlatnim ukrasom.

## Iznimke, posebnosti i neslaganja
- Godine 2004. Sjeverna jurisdikcija SAD-a iznova je napisala i reorganizirala svoje stupnjeve,[8] a dodatne izmjene uvedene su 2006.[9] Tijekom te dvije revizije promijenjeni su nazivi za 21 od ukupno 33 stupnja.
- U Francuskoj[10][11][12] i Italiji[13] konzistoriji dodjeljuju samo 32. stupanj, dok se 31. stupanj dodjeljuje u zasebnom tijelu: tribunal (fran. Tribunal; tali. Tribunale) ili veliki tribunal (Grande Tribunal).
- U Engleskoj i Walesu kao i Škotskoj konzistoriji ne postoje, a ovi stupnjevi se dodjeljuju u vrhovnom vijeću.[14][15][16]